# Boutros Boutros-Ghali

Boutros Boutros-Ghali (2002)

Boutros Boutros-Ghali (* 14. November 1922 in Kairo; † 16. Februar 2016 ebenda), koptisch Ⲡⲉⲧⲣⲟⲥ Ⲡⲉⲧⲣⲟⲥ-Ⲅⲁⲗⲓ, arabisch بطرس بطرس غالي, DMG Buṭrus Buṭrus Ġālī, war ein ägyptischer Diplomat, Politiker, Autor und Hochschullehrer, der von Januar 1992 bis Dezember 1996 sechster Generalsekretär der Vereinten Nationen war.

## Leben
Boutros-Ghali war Mitglied einer Familie koptischer Christen. Sein Großvater Boutros Ghali (1846–1910) war der erste christliche ägyptische Ministerpräsident. Sein Neffe Youssef Boutros Ghali war zwischen 1993 und 2011 ägyptischer Wirtschafts- bzw. Finanzminister.
Boutros-Ghali besuchte die Universität Kairo (Abschluss: Bachelor der Rechtswissenschaften im Jahre 1946) und studierte anschließend Internationales Recht am Institut d’études politiques de Paris, wo er 1949 den Doktorgrad erwarb. Zwischen 1949 und 1977 war er Professor an der Universität Kairo.
Er veröffentlichte mehr als 100 Artikel, mehrere Bücher und erhielt Ehrungen aus über 24 Ländern.

## Politisches Leben

### Öffentliche Ämter in Ägypten
Nachdem Ägyptens Außenminister Ismail Fahmi aus Protest gegen Präsident Anwar as-Sadats Annäherung an Israel zurückgetreten war, wurde Boutros-Ghali Staatsminister im Außenministerium. 1977 nahm Boutros-Ghali an der historischen Reise Sadats nach Israel teil. Er setzte sich für einen Separatfrieden zwischen Ägypten und Israel ein und galt als geschickter Diplomat. Auch galt er als einer der Architekten des Camp-David-Abkommens von 1978. Im Mai 1991 wurde er stellvertretender Außenminister unter Amr Musa.
Laut der US-amerikanischen Journalistin Linda Melvern genehmigte Boutros-Ghali im Jahr 1990 einen geheimen Verkauf von Waffen an das Hutu-Regime in Ruanda in Höhe von 26 Millionen USD. Diese Waffen sollen zur Niederschlagung des Aufstandes der RPF von Paul Kagame und zur Vorbereitung des Völkermordes im Jahr 1994 gedient haben.
Boutros-Ghali hat sich an der Lösung mehrerer Konflikte in Afrika beteiligt. 

### Generalsekretär der UN
Boutros-Ghali wurde am 3. Dezember 1991 von der Vollversammlung der Vereinten Nationen (UNO) zum Generalsekretär gewählt und trat sein Amt am 1. Januar 1992 an.
Boutros-Ghali befürwortete 1992 den Einsatz von UNO-Truppen in Somalia. Auch der Zerfall Jugoslawiens war häufig Gegenstand von Beratungen und UN-Resolutionen im Sicherheitsrat und der Vollversammlung. 1995 setzte er sich für das Programm Öl für Lebensmittel ein, welches zu einer Verbesserung der Ernährungslage und der Gesundheit der irakischen Bevölkerung beitragen sollte, die durch das Embargo infolge des Zweiten Golfkriegs (1990/1991) schwierig geworden war. 1994 wurde er im Zusammenhang mit Fehlern der UNO während des Völkermordes in Ruanda kritisiert. Boutros-Ghali war mit finanziellen Schwierigkeiten der UNO und den geringen Möglichkeiten zur Krisenbewältigung konfrontiert. Während seiner Amtszeit wurde die UNO neu strukturiert und die Gesamtzahl der Mitarbeiter erheblich verringert.
Seine Amtszeit endete am 31. Dezember 1996, nachdem seine Wiederwahl vor allem am Widerspruch der USA gescheitert war.

### Tätigkeiten nach seinem Amt als Generalsekretär
Von 1997 bis 2002 war er Generalsekretär der Internationalen Organisation der Frankophonie, einer Organisation französischsprachiger Länder. Zudem war er unter anderem Präsident des Kuratoriums der Haager Akademie für Völkerrecht.
Seine kritischen Betrachtungen des Weltgeschehens wurden von der Öffentlichkeit wahrgenommen. So bezeichnete er zum Beispiel im April 2003 den Irakkrieg als eine Verletzung der Charta der Vereinten Nationen.
Boutros-Ghali gehörte zu den Erstunterzeichnern des Aufrufs für eine Parlamentarische Versammlung bei den Vereinten Nationen, die ein erster Schritt zu einem Weltparlament sein soll. Seit März 2009 engagierte er sich auch für das neu gegründete Russell-Tribunal zur Palästinafrage.

## Ehrung
Boutros-Ghali ist 2016 vom Außenminister der Volksrepublik China, Wang Yi, in einem Statement für seine Bemühungen um die ägyptisch-chinesischen Beziehungen postum gewürdigt worden.

## Veröffentlichungen
- Boutros Boutros-Ghali: Hinter den Kulissen der Weltpolitik. Discorsi, Hamburg 2000, ISBN 3-9807330-0-9.
- Boutros Boutros-Ghali: Wider die Tyrannei der Dringlichkeit. Discorsi, Hamburg 2001, ISBN 3-9807330-1-7.